# Thurnau
Thurnau é um município da Alemanha, no distrito de Kulmbach, na região administrativa da Alta Francónia, estado de Baviera.

## Galeria de fotos

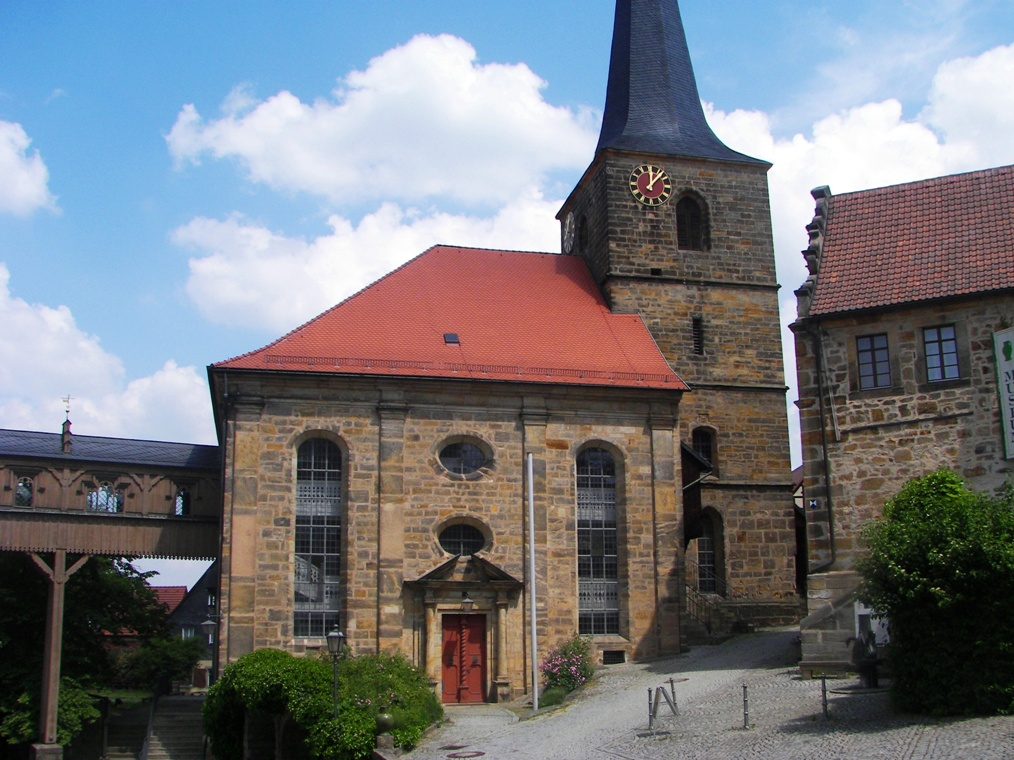
Igreja St. Laurentius em Thurnau
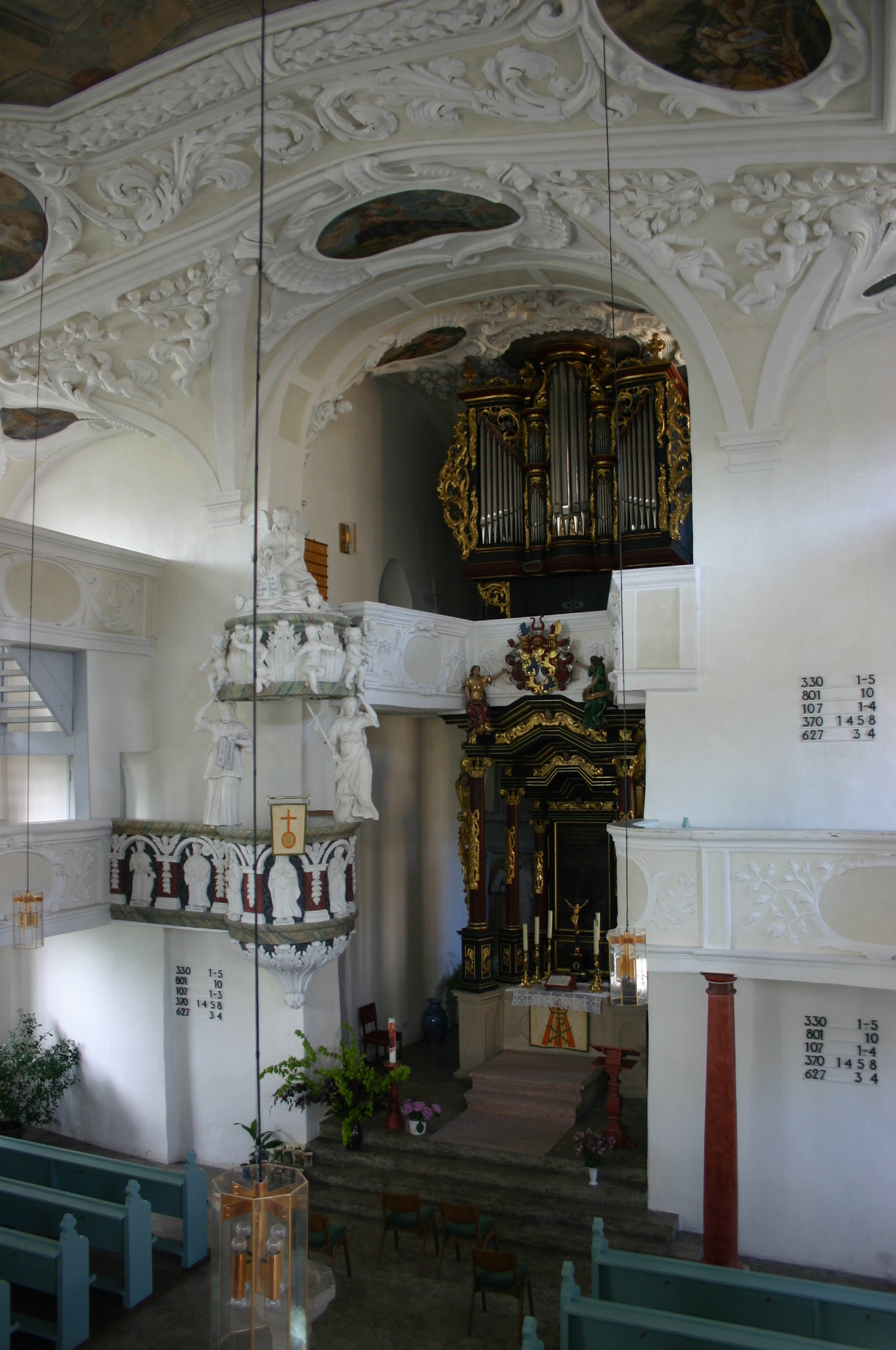
Interior da Igreja St. Laurentius
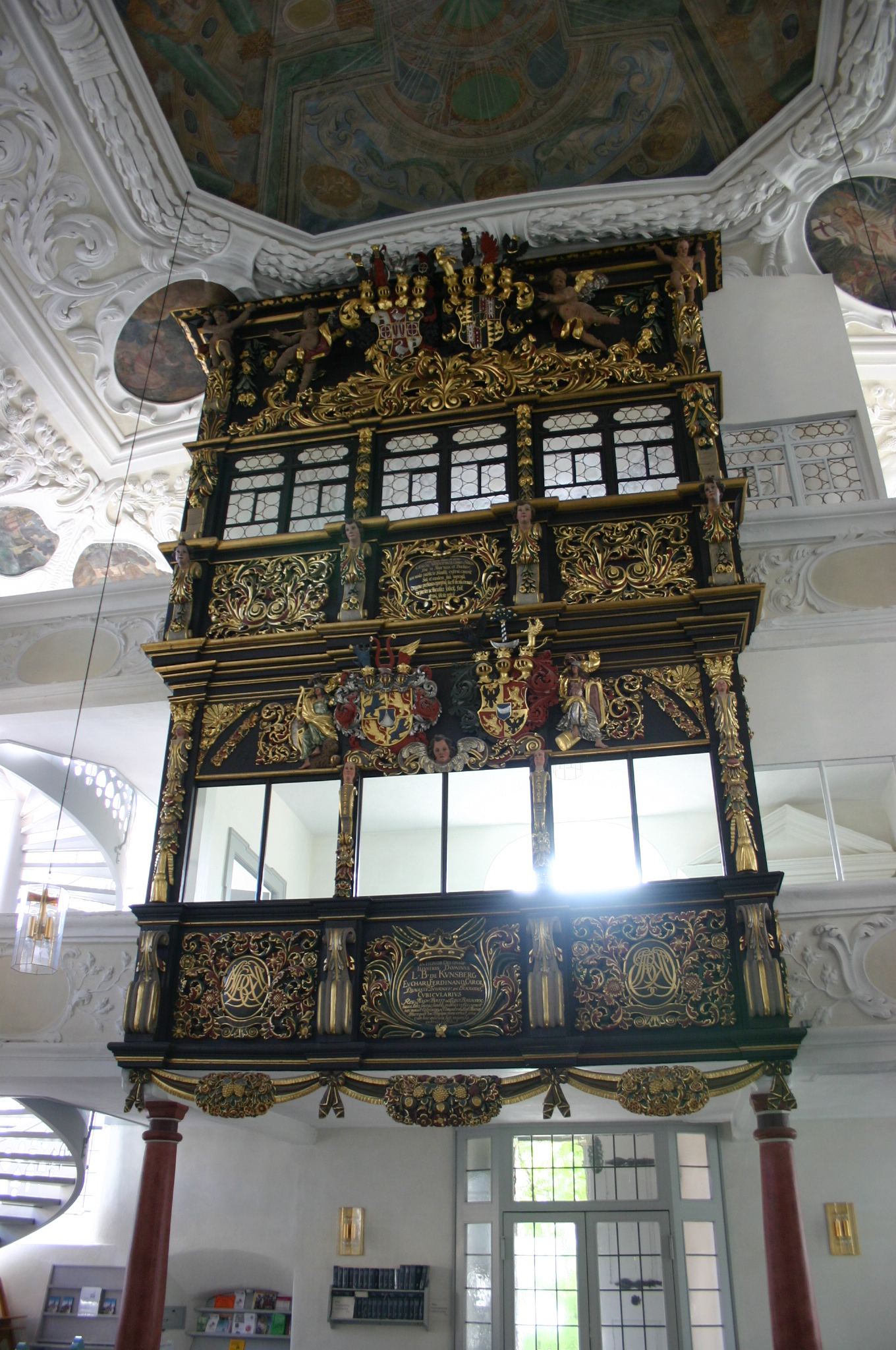
Interior da Igreja St. Laurentius
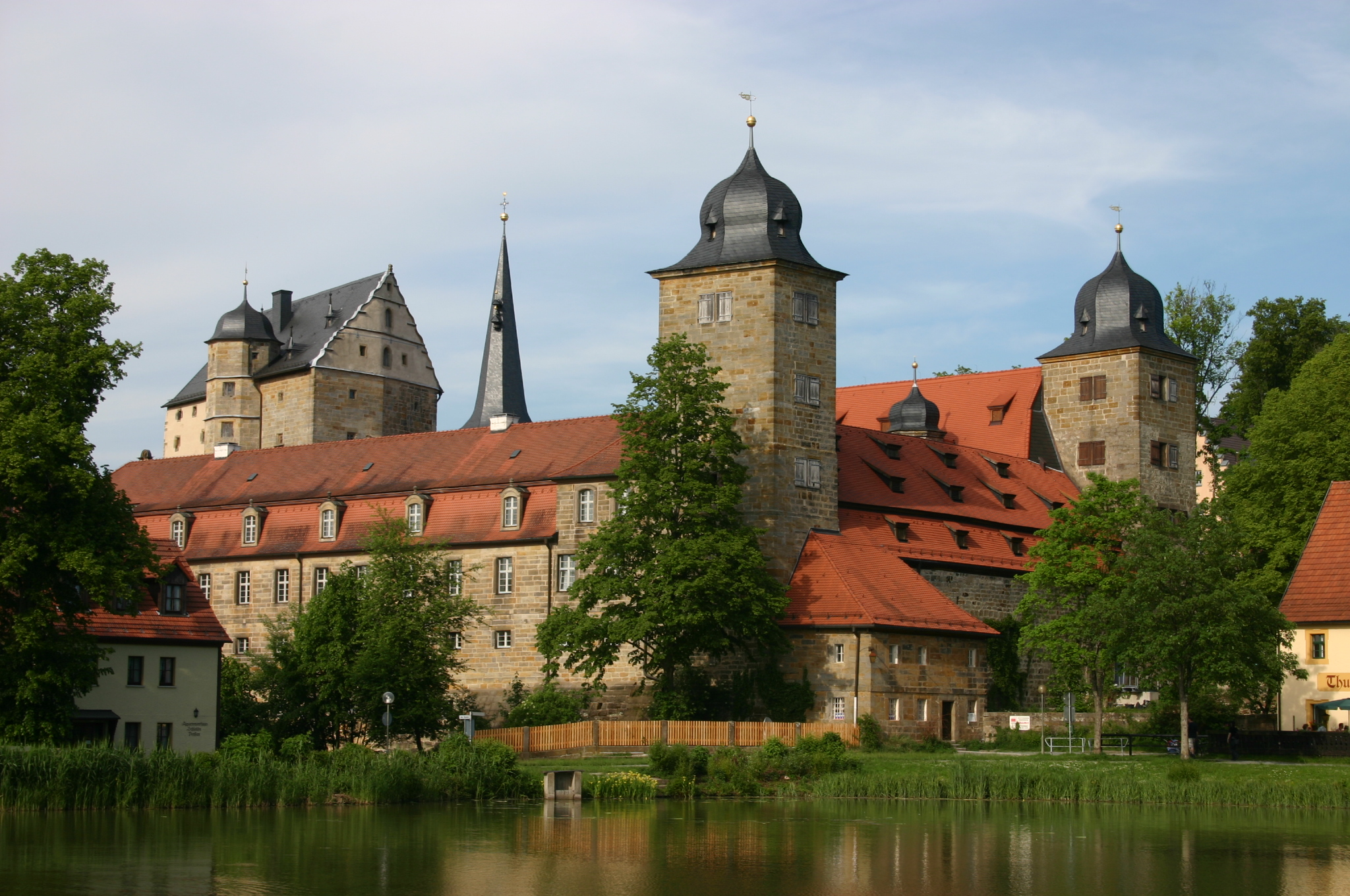
Castelo de Thurnau
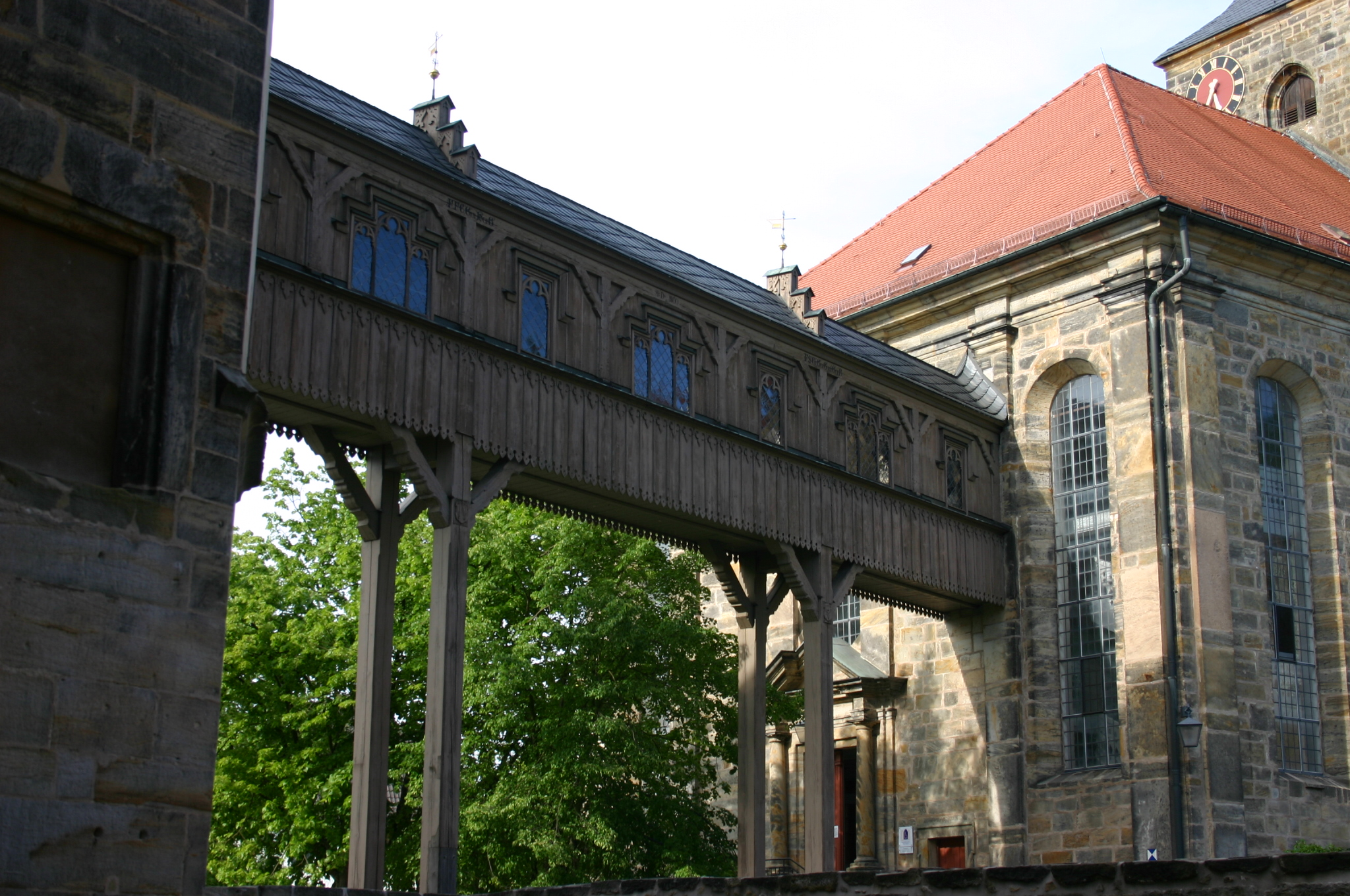
Ponte do castelo para a igreja